# Хассарапорн Сута
Хассарапорн Сута (12 грудня 1971) — таїландська важкоатлетка.
Бронзова призерка Олімпійських Ігор 2000 року в категорії до 58 кг.
Бронзова призерка Азійських ігор 1998 року в категорії до 58 кг.